# 美馬市立脇町小学校
美馬市立脇町小学校（みましりつわきまちしょうがっこう）は、徳島県美馬市脇町大字猪尻にある公立小学校。

## 概要
卒業後は美馬市立脇町中学校へ進学する。美馬市内の児童生徒たちの行動憲章となる「めざす子ども像」をうたったみまっこ宣言を宣言している。

## 基礎データ
所在地等
- 〒779-3602 徳島県美馬市脇町大字猪尻字西ノ久保165

## 沿革
- 2005年（平成17年） - 町村合併のため美馬市立脇町小学校となる。

## 著名な出身者
- 時津洋宏典（大相撲力士）

## 通学区域が隣接している学校
- 美馬市立岩倉小学校
- 美馬市立三島小学校
- 美馬市立穴吹小学校
- 美馬市立江原南小学校
- 美馬市立江原北小学校
- 香川県高松市立塩江小学校